# NGC 7065
NGC 7065 este o galaxie spirală barată situată în constelația Vărsătorul. A fost descoperită în 3 august 1864 de către Albert Marth. Se află la o distanță de 51,52 de megaparseci de Pământ.